# Forkhead-Box-Proteine

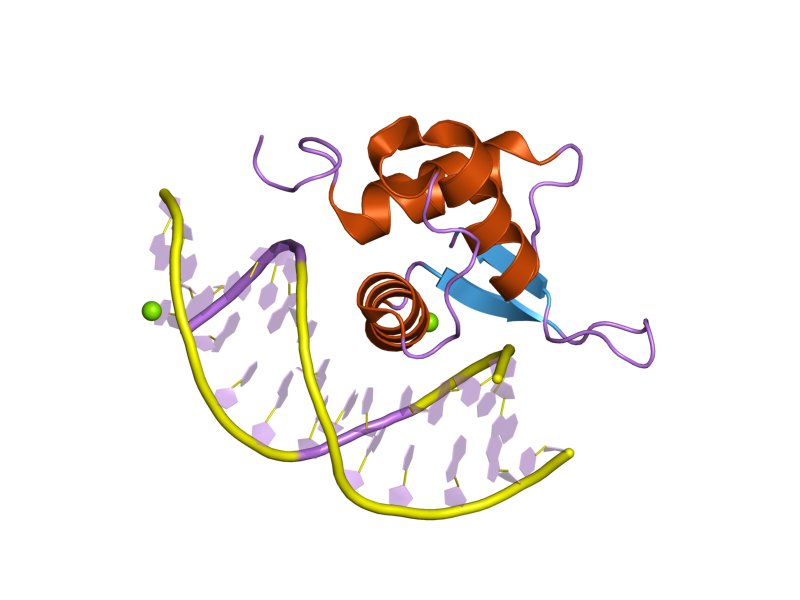
Bändermodell des FOXO4-Protein-DNA-Komplexes nach PDB

Die Forkhead-Box-Proteine (FOX) sind Proteine in Eukaryoten, die sich im Zellkern an bestimmte Stellen der DNA heften und dadurch die Transkription von Genen beeinflussen (so genannte Transkriptionsfaktoren). Sie regulieren dabei so wichtige Funktionen wie die Proliferation, die Differenzierung und Zelllebensdauer. Viele FOX-Proteine spielen in der embryonalen Entwicklung eine wichtige Rolle.
Die Gruppe der FOX-Proteine wird charakterisiert durch eine monomere DNA-Bindedomäne, bestehend aus etwa 100 Aminosäuren. Die DNA-Bindedomäne besteht aus einer Variante des Helix-Turn-Helix-Motiv, die aus drei Helices und zwei charakteristischen großen Schleifen besteht, die daher auch als winged helix DNA-binding domain bezeichnet wird.
Die DNA-Bindedomäne der FOX-Proteine hat sich im Lauf der Evolution kaum verändert, daher sind auch die Nukleotidsequenzen der dafür codierenden Gene gleich geblieben und man spricht beim entsprechenden Genabschnitt von einer Forkhead-Box.

## Geschichte
Das erste Protein aus der Forkhead-Familie, das beschrieben wurde, war der von Detlef Weigel und Herbert Jäckle entdeckte Drosophila-Transkriptionsfaktor forkhead. Der Name leitet sich von der gabelförmigen (engl. fork = „Gabel“) Veränderung des Kopfes (engl. head = „Kopf“), die entsteht, wenn  Drosophila-Embryonen das forkhead Gen fehlt.
Seitdem wurde eine große Anzahl von FOX-Proteinen speziell in Wirbeltieren entdeckt. Ursprünglich wurden dafür sehr unterschiedliche Bezeichnungen vergeben, wie beispielsweise HFH, FREAC und fkh. Im Jahr 2000 wurde dann eine einheitliche Nomenklatur vereinbart, in welcher diese Proteine in Unterklassen von FOXA bis FOXR eingeteilt wurden.

## Bisher bekannte Forkhead-Box Proteine
- FOXA1, FOXA2, FOXA3
- FOXB1, FOXB2
- FOXC1, FOXC2
- FOXD1, FOXD2, FOXD3, FOXD4, FOXD5, FOXPD6
- FOXE1, FOXE2, FOXE3
- FOXF1, FOXF2
- FOXG1
- FOXH1
- FOXI1, FOXI2
- FOXJ1, FOXJ2, FOXJ3
- FOXK1, FOXK2
- FOXL1, FOXL2
- FOXM1
- FOXN1, FOXN2, FOXN3, FOXN4
- FOXO1, FOXO2, FOXO3, FOXO4
- FOXP1, FOXP2, FOXP3, FOXP4
- FOXQ1
- FOXR1, FOXR2